# 河南种子案
河南种子案亦称李慧娟案，是于2001年至2004年年期在中華人民共和國河南省发生的一起普通民事案件，由于河南省洛阳市中级人民法院主审法官李慧娟对所引用法规进行类似违宪审查审判，导致了一系列牵扯到中国法律制度的政治事件。

## 缘起
这起事件源于一起极为普通的合同履行纠纷。2001年5月22日，河南汝阳县种子公司与伊川县种子公司签订合同，约定由伊川公司为其代繁玉米亲本种子2437.5公斤、农大108玉米杂交种子10万公斤，履行期限至2002年10月31日止。按双方合同约定，汝阳公司接收种子的价格为基地收购价加代繁费，基地种子收购价按收购种子时当地市场商品玉米单价的2.2至2.5倍计算。然而，伊川公司未能履约，而是将所育种子卖与了他人，以赚取更大利润。2003年，汝阳公司以伊川公司没有履约而将后者起诉，告至河南洛阳市中级人民法院，请求法院判令后者违约并要求经济赔偿。
伊川公司虽然愿意赔偿，但在赔偿损失的计算方法上双方产生纠纷。汝阳公司认为，依据《中华人民共和国种子法》计算（应按市场价格定）。而伊川公司认为，赔偿应当依据《河南省农作物种子管理条例》及《河南省主要农作物种子价格管理办法的通知》（即政府指导价）。伊川公司只需要赔偿2万元左右，两者差价有近60万元。

## 审理经过

### 一审
2003年5月27日，洛阳市中级人民法院下发2003洛民初字第26号判决书，判决书中认定《种子法》实施后，玉米种子的价格已由市场调节，《河南省农作物种子管理条例》作为法律阶位较低的地方性法规，其与《种子法》相冲突的条款“自然无效”，遂判令伊川公司按市场价格赔偿汝阳公司经济损失59.7万余元。伊川公司不服判决结果，向河南省高级人民法院提起上诉。

### 政治介入
判决发生后，河南省人民代表大会、洛阳市人大对洛阳中级法院宣告地方法规“无效”一事非常愤怒，河南省人大甚至越级对洛阳市中级人民法院进行直接批评，声称李慧娟主审法官之举“违背了我国人民代表大会制度，侵犯了权力机关的职权，是严重违法行为”。同年10月18日，河南省人大常委会办公厅下发了《关于洛阳市中级人民法院在民事审判中违法宣告省人大常委会通过的地方性法规有关内容无效问题的通报》，要求河南省法院“对洛阳市中级人民法院的严重违法行为作出认真、严肃的处理”。迫于压力，洛阳市中院作出决定，撤销判决书签发人民事庭副庭长赵广云、审判长李慧娟的职务。2003年11月初，李慧娟将一份“情况反映”通过中国女法官协会送至最高人民法院。加上法学界的强烈反对，撤销职位并没有执行。

### 二审
介于担心更强的政治力量介入，河南省高级人民法院在受理此案后，直接向最高人民法院进行了请示。2004年3月30日，最高人民法院作出《关于河南省汝阳县种子公司与河南省伊川县种子公司玉米种子代繁合同纠纷一案请示的答复》，指出《中华人民共和国立法法》第七十九条规定：“法律的效力高于行政法规、地方性法规、规章，行政性法规的效力高于地方性法规、规章”，以及《中华人民共和国合同法》解释，并判定“人民法院在审理案件过程中，认为地方性法规与法律、行政法规的规定不一致，应当适用法律、行政法规的相关规定”。河南省高级人民法院因此做出终审判决，维持洛阳市中级人民法院的原判。

## 后续
2004年4月1日，河南省第十届人大常委会第八次会议通过《河南省实施〈中华人民共和国种子法〉办法》，废止《河南省农作物种子管理条例》。此案亦被中国各大法学院作为宪法学课上的案例，并与美国马伯里诉麦迪逊案进行比较，以分析中国特有的政治制度与结构。